# Piestognathoides bahrainicus
Piestognathoides bahrainicus là một loài bọ cánh cứng trong họ Tenebrionidae. Loài này được Z. Kaszab miêu tả khoa học năm 1981.